# Stimmhafter alveolopalataler Frikativ
Der stimmhafte alveolopalatale Frikativ ist ein stimmhafter, alveolopalataler Reibelaut. Der Konsonant klingt für Deutsche wie eine Mischung aus dem stimmhaften alveolaren Frikativen [z] (das s in "Sonne") und dem stimmhaften postalveolaren Frikativen [ʒ] (das sch in "Dschungel"), wobei die Zungenspitze nicht (wie beim stimmhaften retroflexen Frikativ [ʐ]) hinter den Zahndamm gebogen wird.
Der stimmhafte alveolopalatale Frikativ hat in verschiedenen Sprachen folgende lautliche und orthographische Realisierungen:
- Abchasisch: жь
  - Beispiel: ажьа až'a [aˈʑa] („Hase“)
- Japanisch: j (Hepburn-Umschrift), der Konsonant der Silben じ, じゃ, じゅ, じょ, ぢ, ぢゃ, ぢゅ und ぢょ (jeweils in freier Variation mit der Affrikate [dʑ])
  - 時期 (じき, jiki) = [ʑiki] („Zeit“, „Periode“)
  - じゃ (ja) = [ʑa] („tja“, „also“, „nun“, „dann“)
  - 縮む (ちぢむ, chijimu) = [ʨiʑimɯ]　(„schrumpfen“, „sich verkürzen“)
  - 一年中 (いちねんぢゅう oder いちねんじゅう, ichinenjū) = [iʨineɴʑɯː] („das ganze Jahr hindurch“, „ein ganzes Jahr lang“)
- Polnisch: ź oder zi
  - Beispiele: źle [ʑlɛ]  (Adverb, „schlecht“), dziękuję [dʑɛŋˈkujɛ̃]  („danke“)
- Niedersorbisch: źasety [ʑasɛtɨ] („zehnter“)
- Russisch
  - Beispiel: дрожжи droschschi [ˈdroʑːɪ]  („Hefe“)